# Пал Фегер
Пал Фегер (угор. E. Fehér Pál; 23 серпня 1936, Будапешт — 27 лютого 2013, Будапешт) — угорський журналіст, критик.

## Біографія
1954—1958 рр. — студент факультету мистецтв Будапештського університету імені Етвеша Лоранда.
1958—1959 рр. — вів культурні огляди Малого Альфельду.
1960—1964 рр. — редактор рукописів в журналі «Сучасник».
1964—1968 рр. — редактор «Життя та літератури».
1968—1971 рр. — заступник редактора колонки «Непсабадшаг», з 1971 року — керівник колонки з культури та член редакції.
1972—1990 рр. — співробітник «Критики», водночас, з 1975 по 1990 рік — заступник головного редактора «Радянської літератури», а з 1989 по 1990 рік — головний редактор.
1990—1996 рр. — старший співробітник «Непсабадшаг».
1996—2000 рр. — кореспондент у Братиславі.
2000—2004 рр. — співробітник «Правди» в Братиславі.